# Франческа да Римини
Франче́ска да Ри́мини (итал. Francesca da Rimini, Francesca da Polenta; ок. 1255 — около 1285) — знатная итальянская дама, ставшая одним из вечных образов в европейской культуре. Её трагическая судьба запечатлена в произведениях литературы, живописи, музыки и кинематографа.

## Исторические факты
Дочь Гвидо I да Полента, правителя Равенны, Франческа отличалась исключительной красотой. В 1275 году отец выдал её замуж за Джанчотто Малатеста. По-видимому, в расчеты Гвидо входило заключить династический союз (на это указывал в своём комментарии к «Божественной комедии» Данте Алигьери). Она полюбила младшего брата Джанчотто, Паоло Малатеста. Застав любовников на месте преступления, муж заколол обоих. Однако многие связанные с этими событиями вопросы остаются открытыми. Например, нет уверенности в том, где произошло убийство: в Римини, в Пезаро, в Сантарканджело-ди-Романья или в замке Градара.

## Паоло и Франческа в литературе и искусстве

### Эпизод из «Божественной комедии»
Именно приведённый в книге Данте эпизод («Ад», песнь V) побудил многочисленных поэтов, художников и композиторов неоднократно обращаться к истории Паоло и Франчески.
Из рассказа Франчески поэт узнаёт, что совместное чтение «Ланселота» воспламенило их чувства:
…В досужий час читали мы однажды

О Ланчелоте сладостный рассказ;

Одни мы были, был беспечен каждый.
Над книгой взоры встретились не раз,

И мы бледнели с тайным содроганьем;

Но дальше повесть победила нас.
Чуть мы прочли о том, как он лобзаньем

Прильнул к улыбке дорогого рта,

Тот, с кем навек я скована терзаньем,
Поцеловал, дрожа, мои уста.

И книга стала нашим Галеотом!

Никто из нас не дочитал листа».

(Пер. Михаила Лозинского)
Упомянутый здесь Галеот был другом Ланселота и участником многих его приключений; именно Галеот способствовал сближению Ланселота с Джиневрой. Таким образом, благодаря Данте возникает параллель между историей Паоло и Франчески, с одной стороны, и любовью Ланселота к супруге короля Артура — с другой. Между тем в романе о Ланселоте всё по-другому: не он целует королеву, а она его, причём прилюдно; речь идёт об акколаде, церемонии принятия Ланселота в вассалы.

### Другие литературные произведения
- Сильвио Пеллико. «Франческа да Римини» (Francesca da Rimini, 1818). Трагедия.
- Джон Китс. «Сон» (A dream). Сонет.
- Джордж Генри Бокер. «Франческа да Римини» (Francesca da Rimini, 1853). Драма[2].
- Пауль Гейзе. «Франческа да Римини» (Francesca von Rimini, 1869). Повесть.
- Габриэле Д'Аннунцио. «Франческа да Римини» (Francesca da Rimini, 1901). Трагедия.
- Фрэнсис Кроуфорд. «Франческа да Римини» (Francesca da Rimini, 1902). Трагедия.

- Семён Кирсанов. «Ад» Стихотворение.

### Александр Блок
Несомненно, история Паоло и Франчески интересовала русских символистов, и в том числе Дмитрия Мережковского и Александра Блока. В знаменитом стихотворении Блока «Она пришла с мороза…» упоминание о Паоло и Франческе составляет выразительную «пуантировку»:
...Я рассердился больше всего на то,

Что целовались не мы, а голуби,

И что прошли времена Паоло и Франчески.

### Изобразительное искусство
Среди художников, в разное время обращавшихся к этому сюжету — Ари Шеффер, Александр Кабанель, Энгр и Гюстав Доре. Скульптурная работа Родена «Поцелуй» (1886) навеяна тем же сюжетом.

### Музыка
Два великих русских композитора использовали в своих произведениях историю любви Паоло и Франчески. Это П. И. Чайковский (симфоническая фантазия «Франческа да Римини», 1876) и С. В. Рахманинов (опера «Франческа да Римини», 1904). Кроме того, в 1902 году в Петербурге состоялась премьера одноимённой оперы работавшего в России чешского композитора Эдуарда Направника. Истории Франческо да Римини посвящены одноимённые оперы Амбруаза Тома (1882), Луиджи Манчинелли (1907). В 1914 году итальянский композитор Риккардо Дзандонаи написал ещё одну оперу, на сей раз взяв за основу упомянутую выше трагедию Габриэле Д’Аннунцио.
На музыку симфонической фантазии П. И. Чайковского были поставлены многочисленные балеты, первым из которых была постановка М. М. Фокина на сцене Мариинского театра в 1915 году. В 1943 году композитор Б. Ф. Асафьев написал балет в 3 действиях, поставленный в 1947 году на сцене Московского музыкального театра имени К. С. Станиславского и Вл. И. Немировича-Данченко.

### Кино
В 1949 году режиссёр Раффаэлло Матараццо снял фильм «Паоло и Франческа»; главную роль исполнила сестра Марины Влади, актриса Одиль Версуа.